# Opstarten
Het opstarten van een computer wordt vaak met de Engelse term booten (uitspraak 'boeten') of booting aangeduid, wat eigenlijk een verkorting is van bootstrapping.

## Etymologie
Een bootstrap is een laarslus: het leren lusje achter aan een laars, dat het aantrekken vergemakkelijkt. De Baron van Münchhausen beweerde dat hij zichzelf uit het moeras trok door aan de laarslussen te trekken. De term bootstrap wordt in de wetenschap en techniek gebruikt voor situaties waarin, net als in het genoemde verhaal, een procedure zichzelf in de gewenste toestand brengt.

## Werkwijze
De gegevens op een harde schijf zijn ingedeeld in bestanden. Een bestand kan zich verspreid over de schijf bevinden. In een directory of map staat de naam van een bestand en waar het bestand te vinden is. Dit alles vormt het bestandssysteem. Er is programmatuur nodig om dit alles te verwerken. Deze programmatuur is een onderdeel van het besturingssysteem van een computer.
In het geval van een startende computer moet het besturingssysteem vanuit extern geheugen (doorgaans een harde schijf) worden geladen, terwijl op dat moment het bestandsbeheer nog niet beschikbaar is. Het programma dat dit kip-en-eiprobleem doorbreekt is de bootloader.
Booting is de procedure waarbij eerst de systeemcomponenten worden getest door het Basic Input/Output System (BIOS of UEFI) en vervolgens de bootloader wordt geladen en opgestart. In het BIOS staat hoe één enkele sector van de harde schijf gelezen moet worden, maar niet hoe het bestandssysteem in elkaar zit. Het BIOS, dat direct wordt uitgevoerd vanaf het moederbord, dus zonder harde schijf, leest de allereerste sector van de schijf, de bootsector, laadt het programma dat daar staat en voert het uit. De bootsector zorgt dan voor het lezen van de belangrijkste bestanden van het besturingssysteem.
Als de computer voor de opstart volledig uitgeschakeld was, is dit een harde of koude boot, die gebeurt met het indrukken en loslaten van de startknop. Er is sprake van een zachte of warme boot wanneer de computer niet volledig uitgeschakeld is en een nieuwe, minder lang durende, boot wordt toegepast.

## Bootstrapping
Hoewel booting, zoals hierboven gedefinieerd, een afkorting is van bootstrapping, kan de term bootstrapping ook verwijzen naar een andere toepassing: het produceren met eenvoudige programma's van steeds krachtiger programma's. Compilers worden steeds vaker in dezelfde programmeertaal geschreven als die ze vertalen. Zo'n compiler heet een bootstrapcompiler.
Een compiler is een programma dat de broncode (geschreven in een hogere programmeertaal) omzet in machinetaal (instructies die een computer begrijpt). Maar als de compiler toch nog zelf in een hogere programmeertaal geschreven is, moet die zelf eerst gecompileerd worden. Dit vraagt een aanpak die ook bootstrapping wordt genoemd.